# Parque Santander (Tunja)

El Parque Santander fue inaugurado el 6 de agosto de 1939 con ocasión del cuarto Centenario de la Fundación Hispánica de Tunja, y su construcción duró tres años. El alcalde de la época era Alberto Rivadeneira L.
En 1940 con motivo del centenario de la muerte del general Francisco de Paula Santander se inauguró la estatua pedestre en bronce del Hombre de las Leyes. Es un área extensa, de terreno quebrado que fue utilizado artísticamente para efectuar construcciones como el teatro de la Media Torta hoy llamado Jorge Velosa, al aire libre con sus graderías en ladrillo y cemento. En el centro se construyó un polideportivo para esparcimiento. En 1980 fue remodelado por la administración del alcalde José María Aponte. Cuenta con amplios jardines y zonas de recreación.